# Hospital de sang
Un hospital de sang és un hospital provisional que es troba en un punt convenient a prop del lloc on es dona una acció bèl·lica, i on es rep als ferits d'un i altre bàndol. També es denomina així a alguns hospitals militars, encara que es trobin al nucli urbà de la població.

## Característiques
L'origen d'aquests centres va ser la necessitat reconeguda d'auxiliar ràpida i eficaçment als ferits d'una guerra que, per falta d'hospitals, moríen en gran nombre i sense cap socors ni auxili. Aquests hospitals ambulants tenen en la guerra un caràcter tan sagrat que encara en els moments de més calor i efervescència de la guerra han estat respectats. S'han salvat moltes víctimes des de la creació d'aquests hospitals i és admirable el quadre que presenten en els moments en què a ells es condueixen als ferits d'una guerra.
Aquests establiments posteriorment van passar a mans de l'administració militar que ha de tenir cura de tenir cura de que es trobin ben cuidats i a l'altura que la caritat i la civilització demanen, dotats convenientment del nombre necessari de metges, cirurgians, auxiliars i infermers, amb sacerdots per a oferir socors espiritual als malalts. Les condicions locals d'aquests establiments s'han d'adaptar a la missió i destí que se'ls ofereix, no podent-los graduar ni assenyalar d'una forma general i absoluta, influint les condicions del país on s'estableixen, el nombre de malalts que poden arribar a rebre, el temps que han de durar i un gran nombre de circumstàncies especials que només la previsió i el tacte de la mateixa administració militar poden graduar.

## Història a Espanya
A Espanya els hospitals de sang han tingut un origen digne de ser conegut, que fa per sí sol elogi de la reina Isabel I de Castella. Als escrits i documents que es conserven al establiment del Bon Succés, consta que reconeixent els Reis Catòlics la necessitat que tenia la cort en els seus continuats trasllats i conquestes d'un hospital o infermeria on fossin assistits els seus individus i criats, van concebre el gran pensament de fundar-lo. Per dur a terme aquesta tasca, els reis van demanar, per descomptat, la signatura d'unes butlles a Sa Santedat i li van agregar al hospital existent a Roma amb el títol de La Caritat, començant aquesta fundació. Aquest hospital es trobava al ciutat de Baza i la reina va fer separar part del seu allotjament posant llits i rebent en ell als ferits dels quals en tenia cura personalment conjuntament amb moltes de les seves donzelles.

### A la Guerra Civil
A la Guerra Civil Espanyola van existir entre molts altres fronts, en la defensa de Madrid, on van ser construïts per mitjà de la intervenció del Ministeri de Sanitat i l'Ajuntament de Madrid, els quals van aprovar que edificis com l'Hotel Ritz de Madrid (en aquest va morir Buenaventura Durruti el 20 de novembre de l'any 1936) i l'Hotel Palace fosin destintats a albergar sengles Hospitals de Sang.